# وقعة صفین
وقعة صفین کتابی از نصر بن مزاحم منقری است که به تشریح جزئیات نبرد صفین می‌پردازد و تنها اثر به‌جای مانده از مؤلف است.

## ترجمهٔ فارسی
این کتاب با ترجمهٔ پرویز اتابکی تحت‌عنوان پیکار صفین در سال ۱۳۶۶ منتشر و در مراسم کتاب سال جمهوری اسلامی ایران به‌عنوان کتاب برگزیده معرفی شد.